# Happy Mondays
Happy Mondays je anglická hudební skupina pocházející ze Salfordu. Původní sestavu tvořili Shaun Ryder (zpěv), jeho bratr Paul Ryder (basová kytara), Mark Day (kytara), Paul Davis (klávesy) a Gary Whelan (bicí).
V osmdesátých letech platili Happy Mondays za jednu z nejdůležitějších skupin manchesterské scény (dále např. The Smiths, New Order, James) a živoucím ztělesnění rave kultury. Blízký jim byl i hudební subžánr Madchester spojený s DJ Mikem Pickeringem (jako první hrál v Británii house), vydavatelstvím Factory Records a v neposlední řadě také novou taneční drogou – extází.

## Historie
Debutové album Squirrel and G-Man Twenty Four Hour Party People Plastic Face Carnt Smile (White Out) produkované Johnem Calem bylo původně vydáno bez pilotního tracku „24 Hour Party People“. Ten se později stal názvem pro stejnojmenný film o manchesterské hudební scéně v letech 1976–1997. O rok později vyšla deska Bummed, jenž se v roce 2007 dočkala dvoudiskové remixové podoby. Spolu s původní pětičlennou sestavou se na prvních dvou albech objevuje ještě Mark „Bez“ Berry (perkuse), ačkoliv platil spíše za tanečníka a maskota, kterého Shaun Ryder pozval do kapely krátce po jejím založení.
Směsí divokých beatů, halucinogenních drog, a zahalených hrozeb se deska Pills 'n' Thrills and Bellyaches (1990) stala jednou z vrcholných ukázek Madchesteru. Nahrávku produkovala dvojice Paul Oakenfold a Steve Osborne a v roce 2000 ji časopis Q zařadil na 31. místo v žebříčku „100 nejlepších britských alb všech dob". Frontman kapely Shaun Ryder pak ovšem upadl do těžké drogové závislosti, která ho málem stála život. Yes Please! byli nuceni nahrávat na Barbadosu jen kvůli tomu, že to bylo jedno z mála míst, kde se nedal sehnat heroin. Na druhou stranu tam byl extrémně levný crack, takže nahrávání se prodražilo a Happy Mondays společně s New Order dokonce přímo zapříčinili krach Factory Records. S deskou Uncle Dysfunktional (2007) se vrátili po dlouhých patnácti letech.
V roce 2012 došlo k obnovení klasické sestavy kapely. O několik let později ji opustil Paul Davis, kterého nahradil Dan Broad. V roce 2015 vydali v nové sestavě nový singl „Ooo La La to Panama“. Paula Rydera po jeho smrti v roce 2022 nahradil Mikey Shine. Ryder v roce 2024 prohlásil, že kapela po jarním turné (2024) na několik let přeruší činnost. Později však oznámila další koncerty na rok 2025. V prosinci 2024 skupinu opustila Rowetta.

## Diskografie

### Studiová alba
- 1987: Squirrel and G-Man Twenty Four Hour Party People Plastic Face Carnt Smile (White Out)
- 1988: Bummed
- 1990: Pills 'n' Thrills and Bellyaches
- 1992: Yes Please!
- 2007: Uncle Dysfunktional

### Živá alba
- 1991: Live
- 2005: Step On – Live in Barcelona
- 2012: Live at Brixton Academy 10.05.2012

### Kompilace
- 1993: Double Easy – The U.S. Singles
- 1995: Loads
- 1999: Greatest Hits
- 2005: The Platinum Collection
- 2012: Double Double Good: The Best of Happy Mondays
- 2019: The Early EPs

### EP
- 1985: Forty Five
- 1989: Madchester Rave On
- 1989: Hallelujah
- 1990: The Peel Sessions 1989
- 1991: The Peel Sessions 1991

## Členové

### Současní
- Shaun Ryder – zpěv (1980–1993, 1999–2001, 2004–2010, 2012–dosud)
- Gary Whelan – bicí (1980–1993, 1999–2001, 2006–2008, 2012–dosud)
- Mark „Bez“ Berry – tanečník, perkuse (1980–1993, 1999–2001, 2004–2010, 2012–dosud)
- Mark Day – kytara (1980–1993, 2012–dosud)
- Dan Broad – klávesy, samply, programování (2006–2010, 2016–dosud)
- Mikey Shine – baskytara (2022–dosud)

### Dřívější
- Paul Davis – klávesy, samply, programování (1980–1993, 2012–2015)
- Paul Ryder – baskytara, klávesy (1980–1993, 1999–2001, 2012–2022)
- Rowetta – zpěv (1990–1993, 2012–2024)
- Kav Sandhu – kytara, klávesy (2004–2008)